# Spicks and Specks
Spicks and Specks é o segundo álbum de estúdio dos Bee Gees, que só foi lançado na Austrália. Traz uma levada rock ballad, dominante na época, que cativou o público.
Na verdade, este álbum iria ser lançado em Julho, sob o nome de "Monday's Rain". Entretanto, isso não aconteceu. Ao que parece, as cópias que foram impressas foram retiradas das prateleiras imediatamente após o lançamento, porque os Bee Gees haviam composto uma música nova, "Spicks and Specks", a qual gostariam de lançar no disco, já que, logo se viu, parecia que viria a ser um grande sucesso. E foi. O single foi o 3.º single mais vendido na Austrália na sua época, alcançando o topo em algumas regiões.
Após essa ótima performance, os Bee Gees assinaram com uma outra gravadora, a Polydor, que hoje em dia é a Universal, uma das maiores gravadoras de todos os tempos, de nomes como Beatles, Aerosmith e U2.

## Faixas
Todas as faixas escritas e compostas por Barry Gibb, exceto onde indicado. 
| Lado A |                                         |                |                             |         |  |
| N.º    | Título                                  | Compositor(es) | Vocais principais           | Duração |  |
| 1.     | "Monday's Rain"                         | Barry Gibb     | Robin Gibb e Barry Gibb     | 3:00    |  |
| 2.     | "How Many Birds"                        |                | Barry                       | 2:00    |  |
| 3.     | "Playdown"                              |                | Barry, Robin e Maurice Gibb | 2:56    |  |
| 4.     | "Second Hand People"                    |                | Barry, Robin e Maurice      | 2:05    |  |
| 5.     | "I Don't Know Why I Bother With Myself" | Robin Gibb     | Robin                       | 2:48    |  |
| 6.     | "Big Chance"                            |                | Robin e Barry               | 1:44    |  |

| Lado B |                     |                         |                   |         |  |
| N.º    | Título              | Compositor(es)          | Vocais principais | Duração |  |
| 1.     | "Spicks and Specks" |                         | Barry             | 2:51    |  |
| 2.     | "Jingle Jangle"     |                         | Robin             | 2:13    |  |
| 3.     | "Tint of Blue"      | Barry Gibb / Robin Gibb | Barry             | 2:06    |  |
| 4.     | "Where Are You?"    | Maurice Gibb            | Maurice           | 2:13    |  |
| 5.     | "Born a Man"        |                         | Barry             | 3:11    |  |
| 6.     | "Glass House"       |                         | Robin             | 1:57    |  |

## Ficha técnica
- Barry Gibb - voz, guitarra
- Robin Gibb - voz, gaita, guitarra
- Maurice Gibb - voz, guitarra, baixo, piano
- John Robinson - baixo
- Colin Petersen - bateria
- Russell Barnsley - bateria (7)
- Steve Kipner - voz
- Geoff Grant - trompete (7)
- possivelmente outros - guitarra, bateria, corneta
- Ossie Byrne - engenheiro
- Nat Kipner - produtor

Gravado entre abril e julho de 1966, Estúdio St. Clair, Hurstville, Austrália.

## Singles
1. Maio de 1966
A: Monday's Rain [Single Version] - 2:58
B: All of My Life (B. Gibb) - 2:42
2. Junho de 1966
A: Monday's Rain [Single Version]
B: Play Down
3. Setembro de 1966
A: Spicks and Specks
B: I Am the World (B. Gibb) - 2:33
4. Fevereiro de 1967
A: Born a Man
B: Big Chance